# اليكسيس فورد
اليكسيس فورد (بالإنجليزية: Alexis Ford)‏ ممثلة إباحية أمريكية ولدت يوم 24 نيسان 1988 في مدينة جلينديل بولاية نيويورك الأمريكية.

## روابط خارجية
- اليكسيس فورد على موقع IMDb (الإنجليزية)
- اليكسيس فورد على موقع ألو سيني (الفرنسية)
- اليكسيس فورد على موقع قاعدة بيانات الفيلم (الإنجليزية)
- اليكسيس فورد على موقع كينوبويسك (الروسية)